# Hovslageri

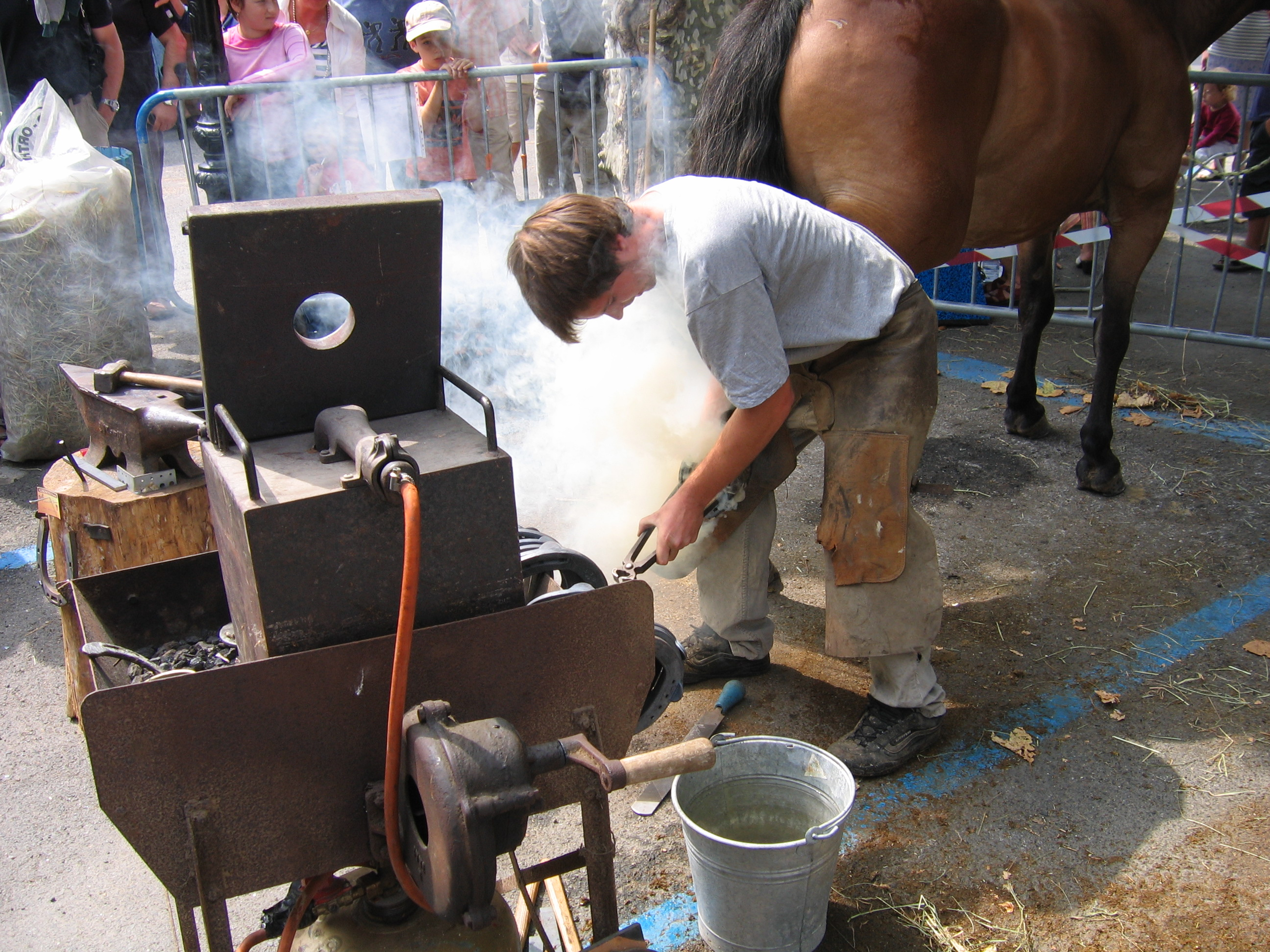
Hovslageri; inpassning av en glödgad hästsko

Hovslageri är det hantverk som utövas av hovslagare. Hovslageriets syfte är att vårda och skydda hästens hovar och ben mot onödigt slitage och påfrestning. Traditionellt görs detta genom påläggande av hästskor i järn, men hovslageri omfattar även andra moment.
Verkning av hästhovar innebär att överflödigt, utvuxet horn avlägsnas eller att man företar särskilda åtgärder för att korrigera felaktiga benställningar och hovformer. Att avverka (verka) betyder egentligen att med verkjärn eller annat verktyg minska (ett föremål) eller ta bort (en del av ett föremål), i det här fallet beträffande hovslageri med avseende på husdjurs hovar eller klövar.
Man verkar hovarna innan hästen skos, men oskodda hästars hovar måste även regelbundet ses över och verkas eftersom hovarna ständigt växer.
Verkning utförs vanligen genom att hovslagaren skär bort ojämnheter med en mindre kniv, hovkniven, och att bärranden antingen klipps ned med verktång eller verkas med verkklinga och klubba. Med en rasp jämnas därefter bärranden och hoven raspas till rätt form.
När verkningen är avslutad väljer hovslagaren ut vilka hästskor som ska användas och tillpassar dessa vid behov. Hästskon fästs vid hästens hov med hästskosöm.
Unghästar bör man inte sko vid för tidig ålder eftersom hoven måste få kunna utvecklas naturligt och inte begränsas i sin utveckling och form. Rid- och draghästar som utför arbete förses vanligen med skor och skos lämpligen om var sjätte till åttonde vecka. Man ser oftast att hästen behöver skos eftersom hoven kan växa lite utanför skorna. Hornet kan även vara torrt och sprucket närmast skon.

## Alternativa metoder
Undersökningar av vildhästar har skett och en del personer har från det utarbetat sätt att verka hoven utan användning av hästsko. Vanligaste metoderna utan hästsko är AANHCP (den svenska organisationen heter SANHCP). Utöver denna finns ett flertal läror och idéer om hur en hov ska verkas.
Den mest kontroversiella är strassermetoden som innebär att hästar ibland verkas så att det blöder och att man utsätter en sulöm häst för vasst grus, i syfte att härda hoven. Strassermetoden medför enligt en rapport från Djurskyddsmyndigheten risk för att drabbade hästar utsätts för djurplågeri, varför Sveriges Veterinärförbund tar avstånd från att metoden används av veterinärer. Strassermetoden är enligt Sveriges Veterinärförbund en kontroversiell hovverkningsfilosofi, utan vetenskaplig grund. Flera instanser har rapporterat om negativa konsekvenser för enskilda hästar som verkats/behandlas av utövare av denna och andra barfotametoder.